# Філіпештій-де-Тирг
Філіпештій-де-Тирг (рум. Filipeștii de Târg) — село у повіті Прахова в Румунії. Входить до складу комуни Філіпештій-де-Тирг.
Село розташоване на відстані 64 км на північ від Бухареста, 19 км на захід від Плоєшті, 76 км на південь від Брашова.

## Населення
За даними перепису населення 2002 року у селі проживали 2698 осіб, з них 2697 осіб (> 99,9%) румунів. Усі жителі села рідною мовою назвали румунську.